# نیروگاه تایچونگ
نیروگاه تایچونگ (به چینی: 台中發電廠) (تایوان، در شهر تایچونگ)، یکی از نیروگاه‌های کشور تایوان و بزرگترین نیروگاه زغال‌سوز دنیا از نوع سیکل ترکیبی با سوخت زغال سنگ با ظرفیت تولید ۵۵۰۰ مگاوات است که همراه با واحدهای گازی و بادی، در مجموع ظرفیت تولید آن ۵۸۲۴ مگاوات است.
این نیروگاه همچنین بزرگ‌ترین تولیدکننده دی اکسید کربن در جهان (حدود ۴۰ میلیون تن در سال) است که تولید آلایندگی آن اندازه کل کشور سوئیس است.
نیروگاه تایچونگ شامل ۱۰ واحد بخار ۵۵۰ مگاواتی با سوخت زغال‌سنگ است. علاوه بر واحدهای بخار، شامل ۴ واحد گازی با ظرفیت تولید ۲۸۸ مگاوات و ۲۲ توربین بادی با ظرفیت تولید ۴۴ مگاوات است.

## مشخصات واحدها
بویلرها از نوع درام‌دار و جریان طبیعی همراه با خنک‌کنندهٔ آبی است. توربین‌های بخار از نوع گرمایش مجدد هستند که به صورت سری چیده شده‌اند و همچنین سیکل ترکیبی با گازهای خروجی چهار واحد گازی هستند.
این نیروگاه دارای چهار نوار نقاله زغال سنگ است که زغال سنگ از بندرگاه تایچونگ به برج‌ها و از آن‌جا به واحدهای نیروگاه انتقال می‌یابد.
زغال سنگ نیروگاه از طریق قراردادهای طولانی مدت با استرالیا، امریکا، آفریقای جنوبی، اندونزی و دیگر منابع تأمین می‌شود. اندونزی منبع اصلی زغال سنگ زیر بتمنس است.

## مراحل ساخت نیروگاه
این نیروگاه در سال ۱۹۹۲ با ۴ واحد اصلی راه‌اندازی شد و بین سال‌های ۱۹۹۶ تا ۱۹۹۷، چهار واحد دیگر اضافه شد و در ژوئن ۲۰۰۵ و ژوئن ۲۰۰۶، واحدهای ۹ و ۱۰ نصب شدند.

## طرح توسعه
طرح توسعه نیروگاه، ساخت ۲ واحد ۸۰۰ مگاواتی جدید تا سال ۲۰۱۶ است.

## نگارخانه

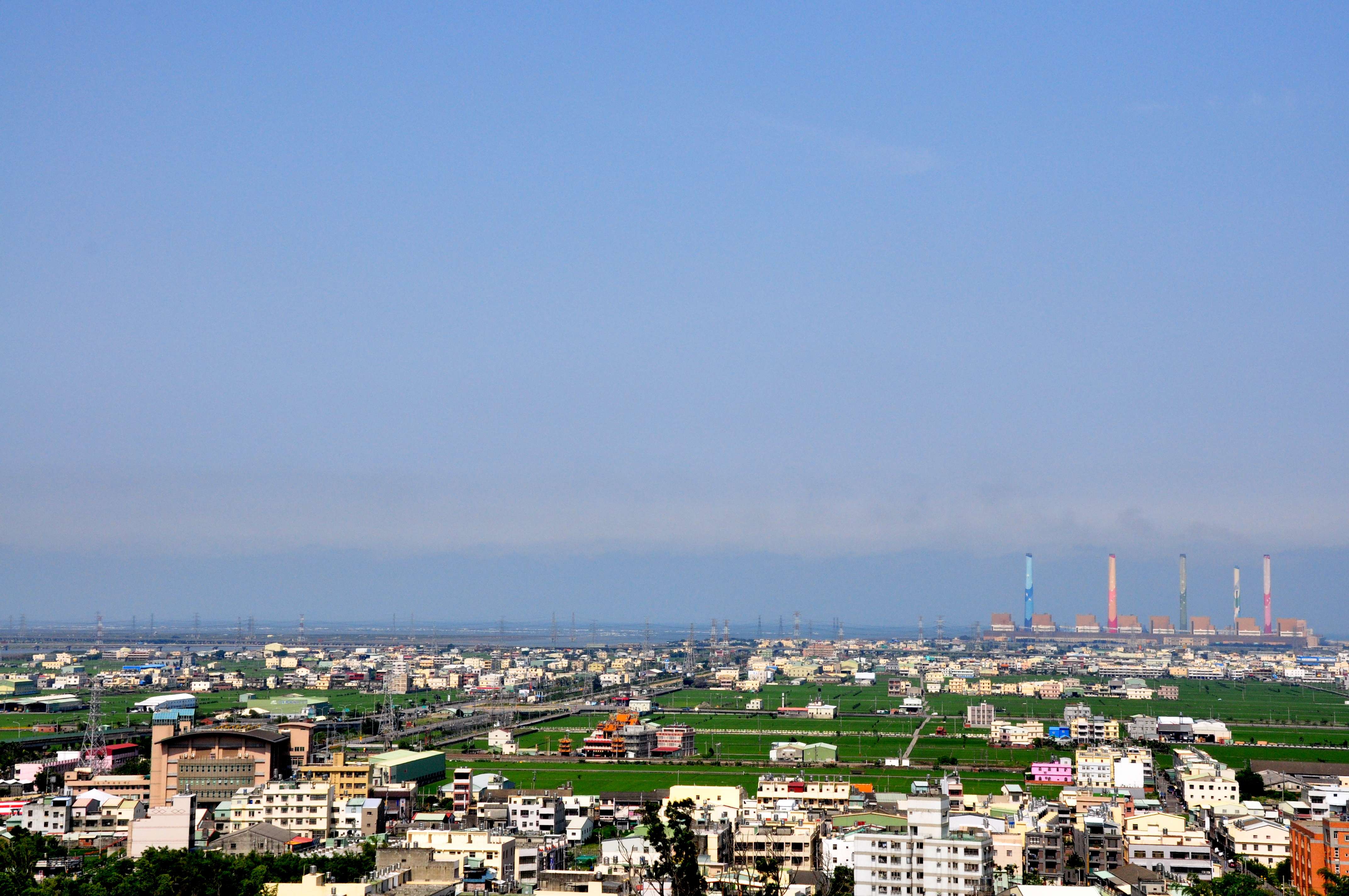
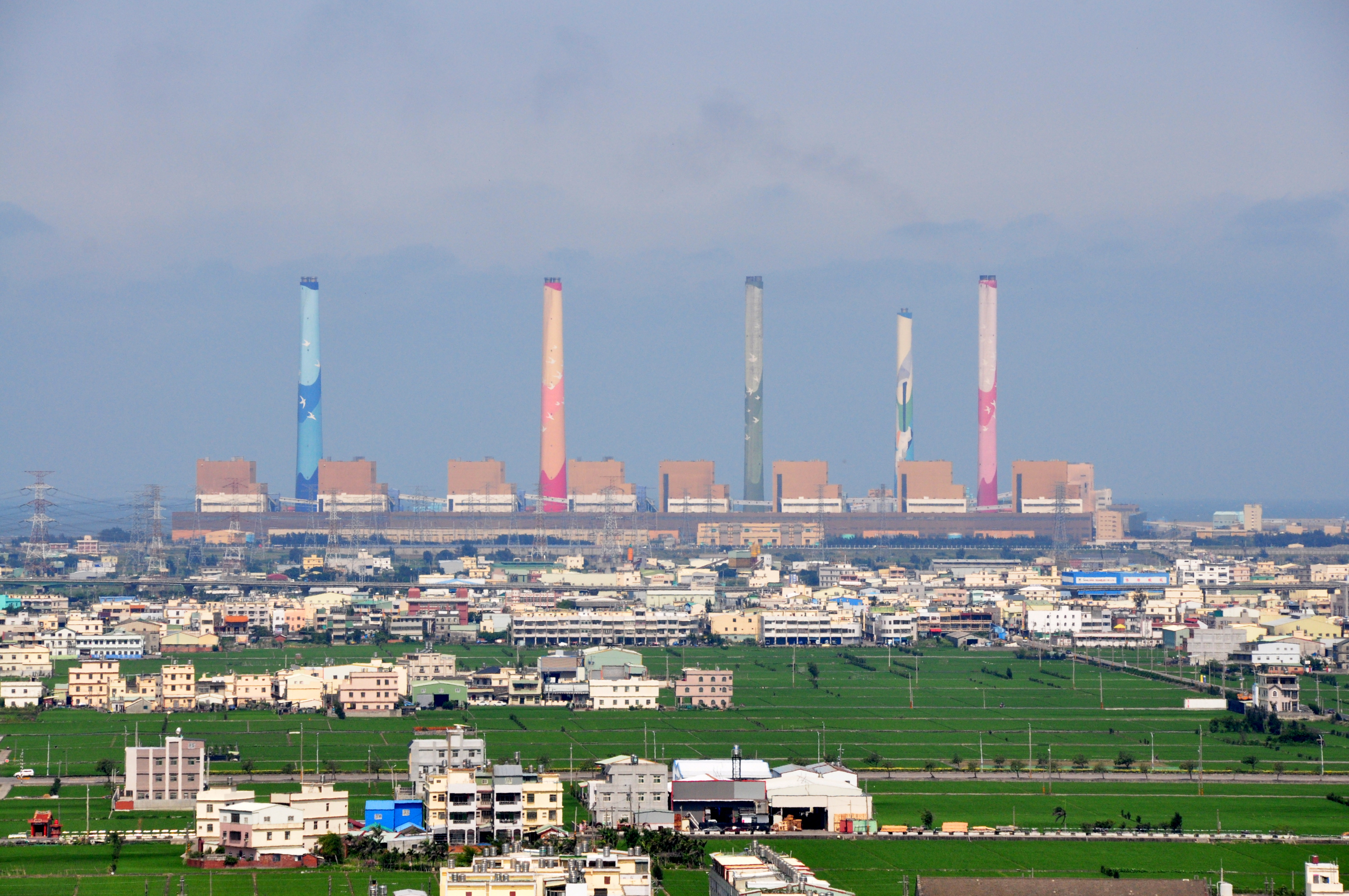
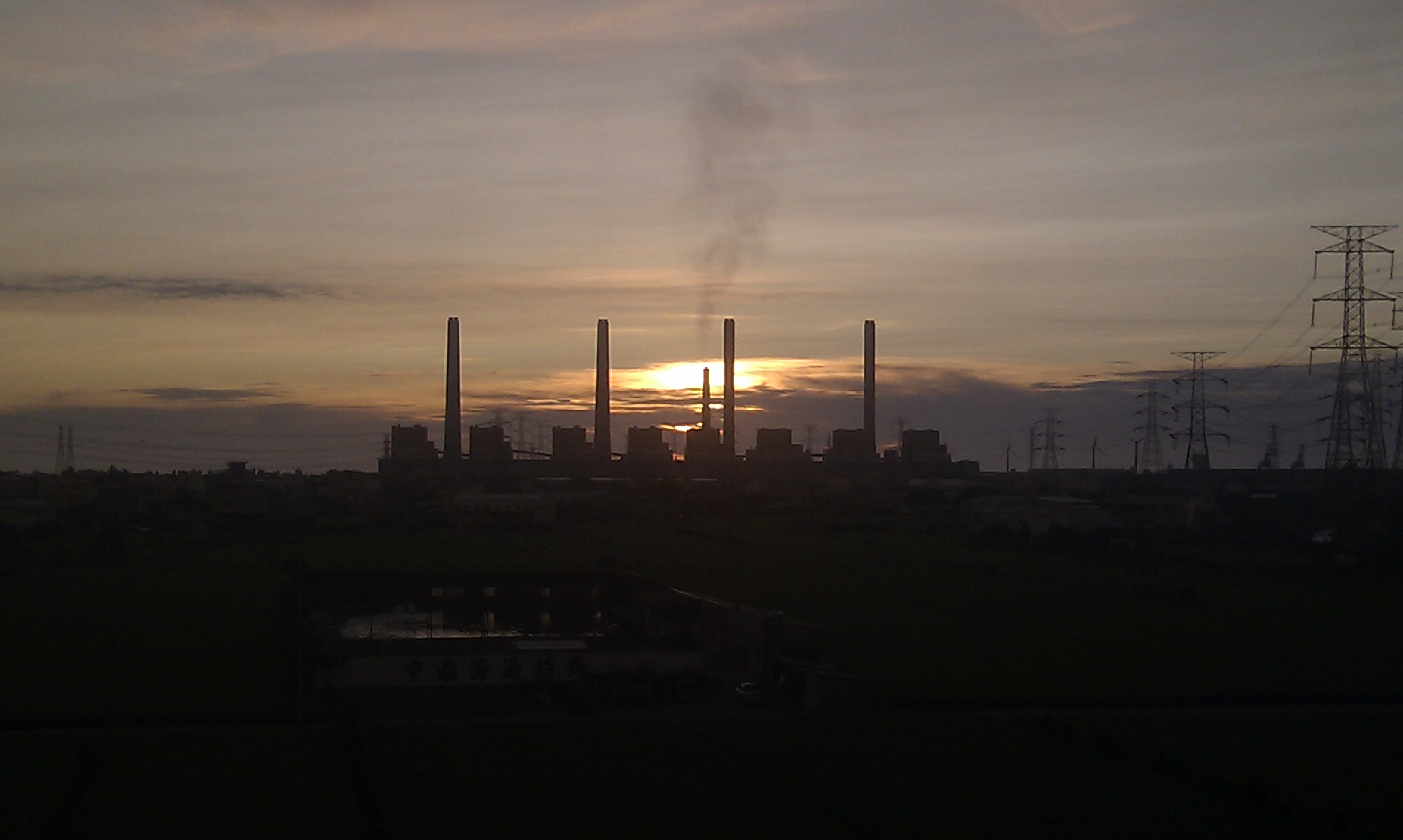
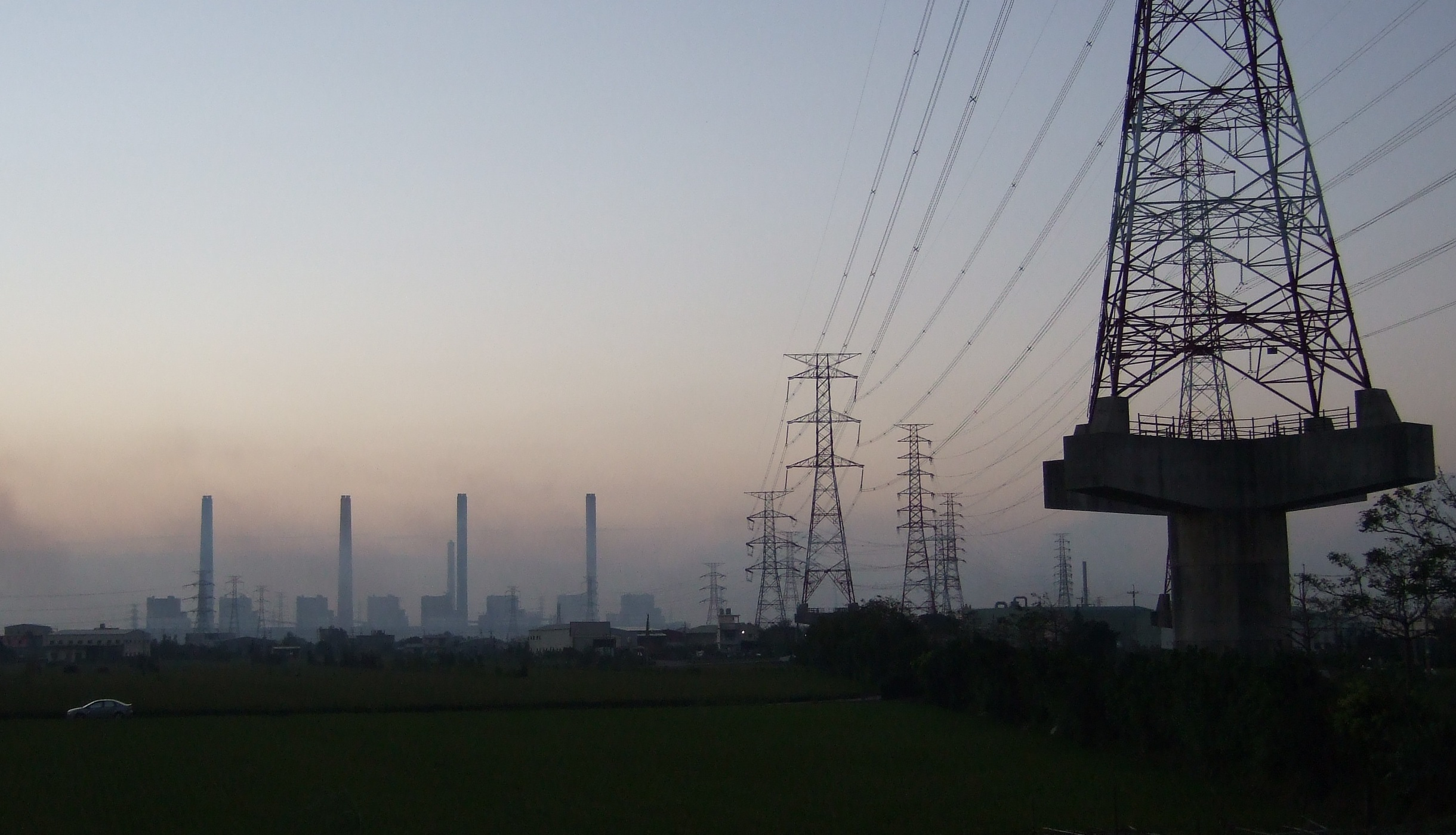